# Merklinghauser Kapelle

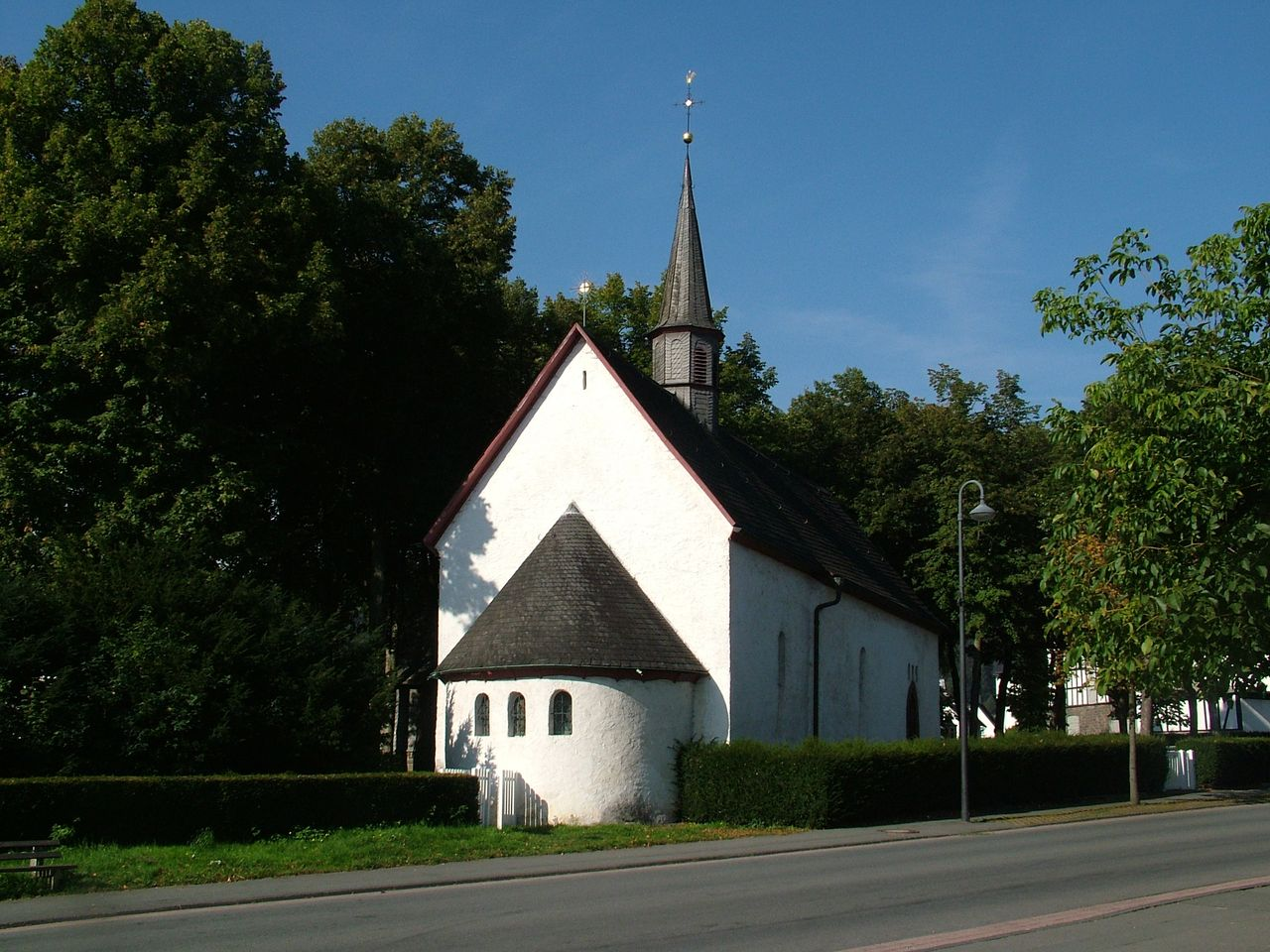
Merklinghauser Kapelle

Die Merklinghauser Kapelle Mariä Himmelfahrt ist eine katholische Wallfahrtskirche in Hallenberg im Hochsauerlandkreis.
Die Kirche liegt im Süden der heutigen Stadt Hallenberg und war früher die Pfarrkirche des verschwundenen Hofgutes und Ortes Merklinghausen. Sie war die erste Pfarrkirche dieses Gebietes überhaupt. Zusammen mit Merklinghausen gehörte sie dem Benediktinerkloster Deutz.

## Geschichte
Der älteste Teil der Kirche stammt aus dem 12. Jahrhundert. Der Innenraum ist ein kleiner gewölbter Saal mit einem rechteckigen Chor. Im Inneren befinden sich spätromanische Wandmalereien, die wohl aus dem 13. Jahrhundert stammen und in den 1980er Jahren freigelegt wurden. Die Arbeiten sind denen in den Kirchen in Schmallenberg-Berghausen und Schmallenberg-Wormbach auffallend ähnlich. Im Westjoch gibt es Schmuckelemente wie Lebensbäume, Achtecksterne und Rosetten. Im Ostjoch ist Christus als Weltenrichter umgeben von Evangelistensymbolen abgebildet.
Die Kirche gilt als ein frühes, erstmals 1161 erwähntes Zeugnis der benediktinischen Marienverehrung. Seit dem 13. Jahrhundert war sie ein zeitweise bedeutender Wallfahrtsort. Grundlage war das Gnadenbild „Unsere Liebe Frau von Merklinghausen“ aus dem 13. Jahrhundert. Noch heute wird das Bildnis am ersten Sonntag nach Mariä Himmelfahrt in einer Prozession zur Pfarrkirche St. Heribert getragen, dort ausgestellt und am Abend in einem Lichterzug zur Kapelle zurückgebracht.
Neben der Madonna enthält die Kapelle ein Gabelkreuz aus dem 14. Jahrhundert und einen auf das Jahr 1562 datierten Flügelaltar. Dieser war früher Teil des Hochaltars der Pfarrkirche.
In den Jahren von 2016 bis 2018 wurde die Kirche anteilig aus Mitteln der Bundesbeauftragten für Kultur und Medien und der Deutschen Stiftung Denkmalschutz umfassend restauriert. Im Juli 2019 wurde sie, stellvertretend für viele romanische Kirchen im Sauerland, von der LWL-Denkmalpflege, Landschafts- und Baukultur in Westfalen als Denkmal des Monats in Westfalen-Lippe ausgezeichnet.